# Tetragoniceps brevicauda
Tetragoniceps brevicauda is een eenoogkreeftjessoort uit de familie van de Tetragonicipitidae. De wetenschappelijke naam van de soort is voor het eerst geldig gepubliceerd in 1900 door Scott T..